# Cristallo
Horská skupina Cristallo (italsky Gruppo del Cristallo) je horská skupina nacházející se v italských Ampezzanských Dolomitech. Leží převážně na území provincie Belluno, která patří do regionu Veneto. Menší část na severovýchodě skupiny leží na území Jižního Tyrolska. Jako součást dolomitových horských skupin sdružených organizací UNESCO pod názvem "Severní Dolomity" je horská skupina Cristallo od roku 2009 součástí světového dědictví UNESCO Dolomity.

## Poloha
Horská skupina leží severovýchodně od města Cortina d'Ampezzo a jižně od města Toblach mezi údolím Valle del Boite na západě, údolím Val d'Ansiei na východě a údolím Höhlenstein, které se táhne severně od skupiny. Nejvyšším vrcholem je Monte Cristallo o nadmořské výšce 3221 m n. m.

## Vymezení
Od skupiny Pomagagnon na jihozápadě je skupina oddělena údolím Val Padeon, které se táhne severozápadně od průsmyku Son Forca nebo Son Forcia (2110 m) s levým přítokem řeky Boite, řekou Rio Bosco. Na jihu se nachází průsmyk Tre Croci (1809 m), který tvoří přechod mezi údolím Valle del Boite a údolím Val d'Ansiei a tvoří hranici se skupinou Sorapiss na jihu. Na východě odděluje skupinu od horské skupiny Cadini di Misurina jezero Lago di Misurina (1756 m) s vrcholem Col Sant'Angelo. Na severovýchodě tvoří horní část údolí Val Popena s řekou Rio Popena hranici s pohořím Monte Piana ležícím před vrcholy Drei Zinnen, které náleží k Sextenským Dolomitům. Na severu tvoří horní část údolí Höhlenstein v Jižním Tyrolsku s vrcholem Schluderbach (1438 m) a průsmykem Im Gemärk (1530 m) na západě hranici s Braiesskými Dolomity na severu, s Prato Piazza na východě a Hohe Gaisl na západě.
Administrativně je horská skupina Cristallo rozdělena mezi dvě bellunské obce Cortina d'Ampezzo a Auronzo di Cadore a jihotyrolskou obec Toblach.

## Geografické členění
Podle SOIUSA je skupina Cristallo podskupinou východních Ampezzanských Dolomit. Za samostatnou skupinu Dolomit byla považována již na počátku 20. století, například v průvodci po oblasti Dolomiti di Cadore, jehož autorem je Antonio Berti a který vyšel v roce 1908, a který se poprvé objevil v roce 1928 v řadě Guida dei Monti d'Italia, vydané Club Alpino Italiano, pod názvem Dolomiti Orientali. Skupina Cristallo je podskupinou východních Ampezzanských Dolomit.
Podle SOUISA a Bertiho lze horskou skupinu Cristallo rozdělit na dvě podskupiny, podskupinu Cristallo a podskupinu Popena, jiní autoři mezi podskupiny řadí také horskou skupinu Pomagagnon, se kterou sousedí na západě.

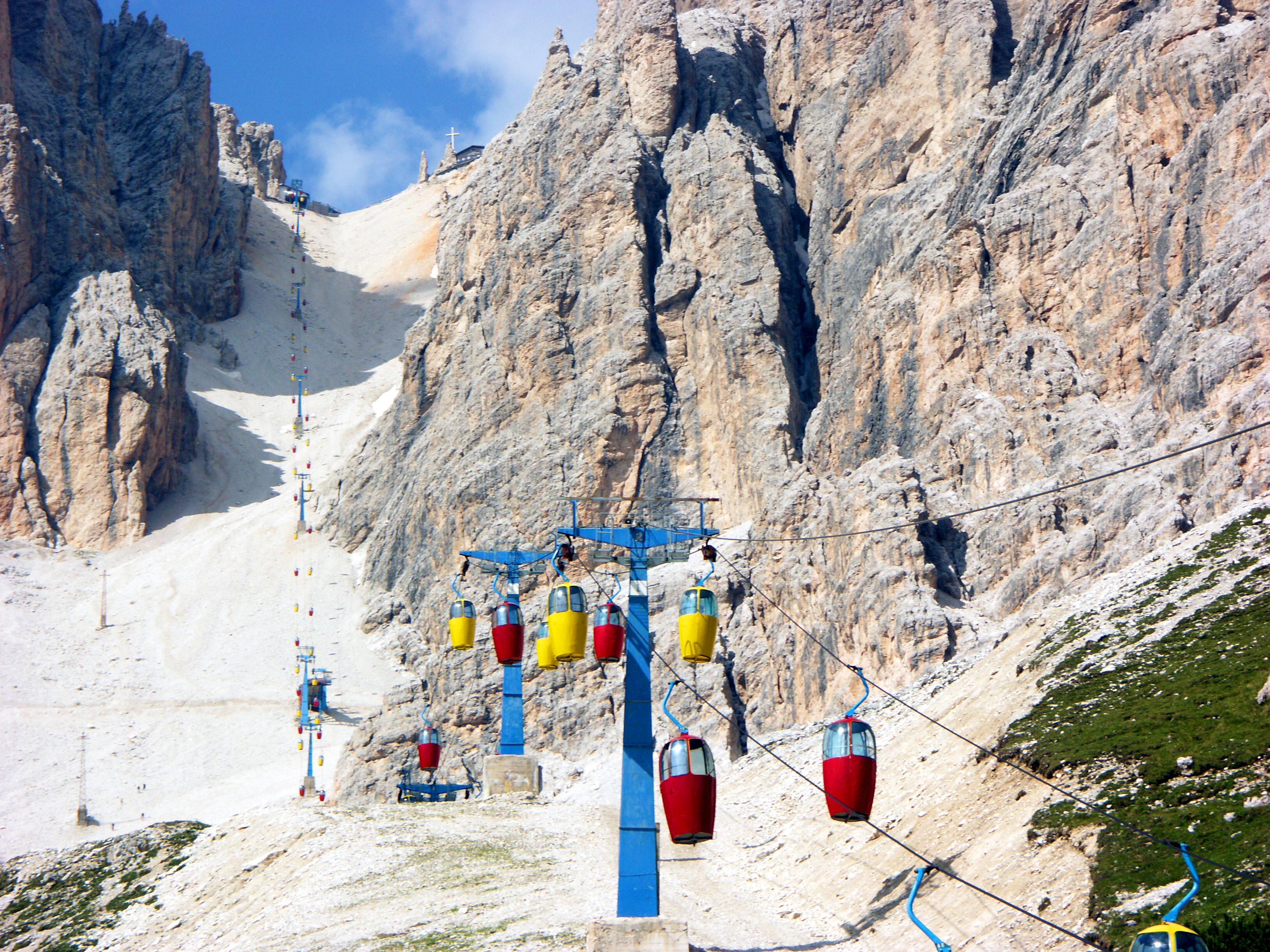
bývalá lanovka na Forcella Staunies

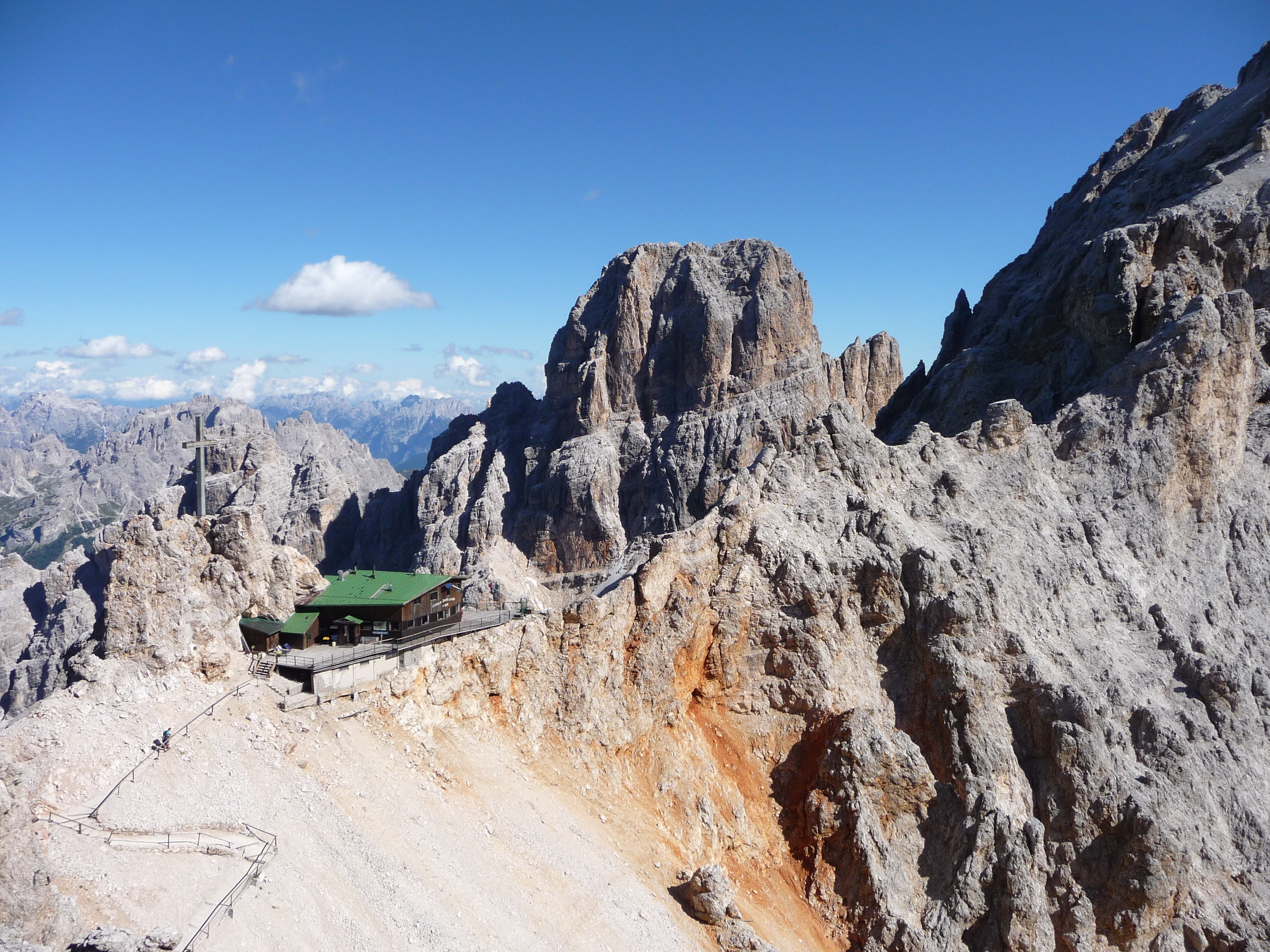
Forcella Staunies a Lorenziho chata při pohledu z Cristallino d'Ampezzo, v pozadí Piz Popena

## Vrcholy
- Monte Cristallo 3221 m
- Cima di Mezzo 3154 m
- Piz Popena 3152 m
- Cristallino d'Ampezzo 3008 m
- Cristallino di Misurina 2775 m

## Útočiště
- Rifugio Guido Lorenzi 2932 m, soukromý objekt, uzavřen od roku 2016 spolu s lanovkou
- Rifugio Son Forca 2235 m, soukromý objekt, horní stanice sedačkové lanovky
- Ricovero Buffa di Perrero 2760 m, neřízený bivak

## Přístupnost
Masivem prochází značená trasa Dolomiten-Höhenweg 3. Z Rio Gere v údolí Val Begontina vede sedačková lanovka do Rifugio Son Forca na horním konci údolí Val Padeon. Lanovka na Forcella Staunies (2919 m) a na Capanna G. Lorenzi byla postavena pro zimní olympijské hry v Cortině v roce 1956; v zimě fungovala jako dvousedačková lanovka, v létě jako lanovka pro stojící osobu. Od roku 2016 je až do odvolání uzavřena.
Via Ferrata
Horský masiv zpřístupňují tři fixní lanové cesty (via ferrata), které z velké části kopírují staré válečné stezky. Kromě ferraty Renato de Pol, která otevírá oblast ze severozápadu, se zde nachází také ferrata Ivano Dibona a ferrata Marino Bianchi.

## Historie
Během první světové války zde probíhala značná vojenská činnost. Touto oblastí procházely fronty italských a rakouských vojsk. Dodnes o tom svědčí zbytky žebříků, vojenských pozic a budov.